# 恩斯特·维格福斯
恩斯特·维格福斯（瑞典語：Ernst Johannes Wigforss，1881年1月24日—1977年1月2日），瑞典政治家和语言学家（方言学家），瑞典社会民主工人党知名成员和瑞典财政部长。 维格福斯是瑞典社会民主运动主要理论家，他修正了马克思主义，将社会民主运动从革命方向发展为改良方向。他受到理查德·亨利·陶尼、伦纳德·特里劳尼·霍布豪斯和约翰·阿金森·霍布森等人的启发，在意识形态上接近费边社和行会社会主义。他在早期著作中发展了工业民主和工人自治的理论。